# Tombes royales de Tell el-Amarna
Les tombes royales de Tell el-Amarna (connues localement sous le nom de Ouadi Abou el-Bahari Hassah) sont une nécropole où les membres de la famille royale amarnienne devaient être enterrés. Elle peut être vue comme étant un substitut de la vallée des Rois.
Il y a eu beaucoup de travail pour faciliter l'accès à la tombe royale, ainsi que pour protéger les tombes de dommages causés par des inondations soudaines. L'oued peut maintenant être longé sur une route métallique, le tombeau est protégé par un revêtement et il y a des canaux pour détourner l'eau hors de son entrée.
Dans l'oued lui-même, il y a cinq tombes, la tombe royale d'Akhenaton, trois tombes inachevées dans un côté de l'oued, et ce qui semble être une cache, près de la tombe royale.
La tombe royale (tombe 26) est le seul tombeau décoré, et contenait la sépulture d'Akhenaton. Il comprend un ensemble de chambres pour sa mère, la reine Tiyi, ses filles, et probablement Néfertiti, même si elle n'y a jamais été enterrée.
La tombe 27 semble avoir été destinée à un enterrement royal, car la porte d'entrée est d'une taille similaire à celle du caveau royal. Cependant, elle n'a jamais été achevée et aucun matériel d'inhumation n'a jamais été retrouvé. Elle pourrait avoir été destinée à l'enterrement d'un successeur d'Akhenaton.
La tombe 28 est le seul tombeau fini dans l'oued. Elle pourrait avoir été utilisée par une épouse secondaire d'Akhenaton, peut-être Kiya et par Baketaton, la très jeune sœur du pharaon.
La tombe 29 a été plâtrée, mais jamais décorée. Elle se compose de quatre couloirs, et son plan est similaire à la suite des chambres du caveau royal ; elle peut avoir été destinée à une épouse secondaire. Un document trouvé dans ce tombeau se réfère à une année 1, de sorte qu'on pense que la tombe doit avoir été ouverte durant le règne des successeurs d'Akhenaton.